# Incala setosella
Incala setosella är en skalbaggsart som beskrevs av Moser 1913. Incala setosella ingår i släktet Incala och familjen Cetoniidae. Inga underarter finns listade i Catalogue of Life.